# Christophe Mboso N'Kodia Pwanga
Christophe Mboso N'Kodia Pwanga, né le 7 août 1942 à Kasongo Lunda, dans le district du Kwango de la province du Bandundu, est un homme d'État congolais (RDC). Il est actuellement deuxième vice-président de l’Assemblée nationale du 22 mai 2024 au 22 mai 2028.

## Biographie
Christophe Mboso, né en 1942, est diplômé en sciences politiques et administratives de l'université de Lubumbashi. Il est élu commissaire politique du Mouvement populaire de la Révolution (MPR) Parti-État (le parti de Mobutu Sese Seko) en 1977 et est nommé membre du comité central du MPR en 1982.
En 1990, à la faveur de la démocratisation, il crée avec Joseph Ileo le Parti démocrate et social chrétien (PDSC). Informé, Mobutu le rappelle et le fait ministre à plusieurs reprises entre 1990 et 1997 (santé publique, portefeuille de l'État, sports et jeunesse, agriculture).
Après avoir été candidat à l'élection présidentielle de 2006, Christophe Mboso est député national et Président d'un parti qui compte plusieurs députés au Parlement.
De 2018 à 2020, Mboso fait partie du Front commun pour le Congo (FCC), la coalition parlementaire qui soutient Joseph Kabila et détient la majorité à l'Assemblée nationale. En décembre 2020, il participe au renversement de la présidente de l'Assemblée Jeannine Mabunda Lioko. Il devient président du bureau d'âge afin d'exercer les fonctions fondamentales de la législature jusqu'à l'installation du nouveau bureau définitif. Mboso rejoint alors l'Union sacrée du président Félix Tshisekedi qui met le FCC en minorité à l'Assemblée. Il est président de l'Assemblée nationale de février 2021, au 22 mai 2024 quand il est remplacé par Vital Kamerhe.